# Grupa Poleska

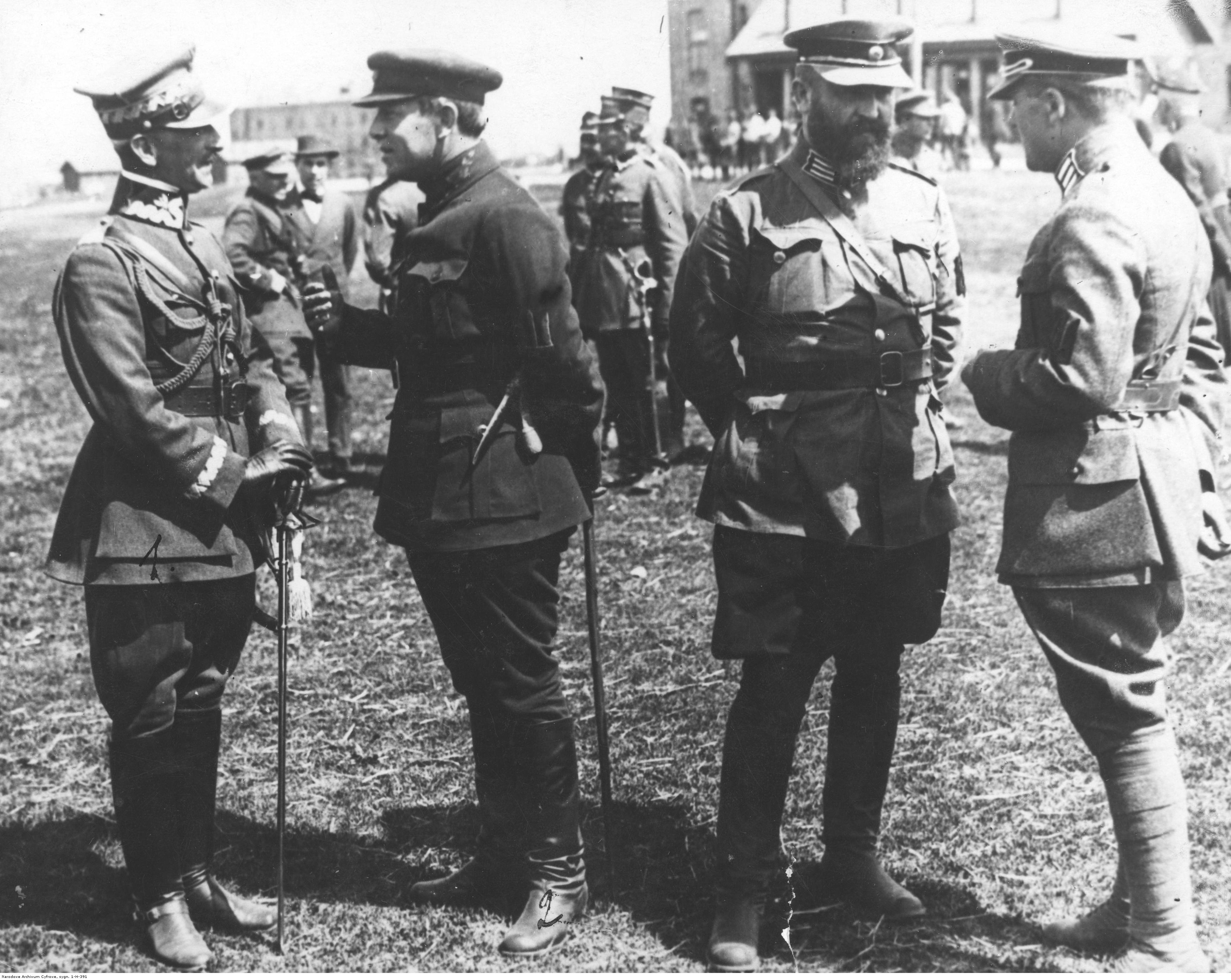
gen A. Listowski i ataman Semen Petlura

Grupa Poleska – formacja Wojska Polskiego, utworzona na przełomie lat 1918 i 1919.
Inne nazwy to: Grupa Podlaska/gen. Listowskiego (do 9 czerwca) i Front Poleski.

## Historia
Tuż po odzyskaniu niepodległości armia polska nie miała jednolitej struktury operacyjnej, lecz składała się z improwizowanych grup, w skład których wchodziły bataliony lub pułki. Jedną z takich grup była Grupa Podlaska, zwana też Grupą gen. Listowskiego. Początkowo miała osłaniać linię Bugu na północnej Lubelszczyźnie, potem 9 lutego 1919, po negocjacjach z niemiecką załogą, przejęła twierdzę w Brześciu i ruszyła na wschód w celu przejęcia terytorium dawnego Ober-Ostu. W czasie swojego półtorarocznego istnienia grupa przeszła przez Brześć, Pińsk, Łuniniec, Mozyrz i z powrotem.
Od lutego 1919 grupa ścierała się z nielicznymi siłami sowieckimi, zachowując postawę defensywną. Ruszyła dopiero w następnym miesiącu, 2 marca zajmując Słonim i 5-go Pińsk, mimo to grupa utknęła nad Styrem, Prypecią i Jasiołdą, próbując zdobyć Łuniniec (w tym czasie, w związku z reorganizacją, Grupa Podlaska została przemianowana na Front Poleski). Udało się to dopiero 10 lipca, co pozwoliło na kolejne uderzenie, dochodząc nad Horyń, pod koniec sierpnia Tonież, a w grudniu Ptycz. Wtedy formacją, po przeniesieniu gen. ppor. Listowskiego do Frontu Wołyńskiego, dowodził płk Sikorski, zaś sam Front Poleski w ostatniej dekadzie lipca został przemianowany na Grupę Poleską i włączony do Frontu Litewsko-Białoruskiego gen. Szeptyckiego.
28 stycznia Rada Komisarzy Ludowych zgłosiła chęć rozmów pokojowych, lecz wywiad polski zaobserwował koncentrację sił radzieckich przy linii frontu. W związku z tym Naczelne Dowództwo WP zaplanowało nową operacją zaczepną, tzw. wyprawę kijowską. Początkowa (operacja mozyrska) faza miała rozgrywać się na Polesiu. W tym celu 9 DP (stanowiącą całość sił grupy) wzmocniły: II BJ, pułk piechoty oraz 20 dział, czyli razem dywizja liczyła 6100 piechurów i 400 kawalerzystów. 5 marca znad Uboreci ruszyły 2 uderzenia polskie: piechoty na Mozyrz, jazdy na Barbarów (oba miasta opanowano tego samego dnia) oraz znad Ptyczy uderzenia pomocnicze na Kalinkowicze (zajęte 6 marca). Siły radzieckie reprezentowane tu były przez 57 i część 47 DS. 7 marca 9. dywizja zaczęła umacnianie swoich pozycji, a 8 marca zajęła Rzeczycę. Następnie siły radzieckie (10, 17 i 57 DS) 4 razy (16 marca, 30 marca-3 kwietnia, 6 kwietnia i 15 kwietnia) nieudanie kontratakowały (udało im się odbić Rzeczycę). W zmaganiach na Polesiu Grupę Poleską wspomagała Flotylla Pińska. Po przybyciu uzupełnień wojska Sikorskiego 27 kwietnia zdobyły Czarnobyl i umocniły się nad brzegiem Dniepru, ponownie zdobywając 10 maja Rzeczycę.
Ponadto oddziały 9 Dywizji Piechoty miały wziąć udział w ofensywie na białoruskim teatrze działań. Przeszkodziła temu I ofensywa Tuchaczewskiego (inaczej zwana bitwą na Berezyną), zakończona połowicznym sukcesem Sowietów. 4 lipca ponownie zaatakowali, zmuszając wojska polskie do odwrotu. Przeciwko Grupie Poleskiej działania podjęła wtedy dwudywizyjna Grupa Mozyrska. Zmusiła ona Sikorskiego do wycofania swoich sił do Łunińca (11 lipca), zatopienia 24 lipca resztek Flotylli Poleskiej, a następnie do odwrotu nad Bug.
29 lipca rozpoczęła się obrona Narwi i Bugu. Grupa Poleska zajmowała wówczas pozycje:
- 9 i 21 DP - Brześć
- 16 DP - Brześć-Pratulin

1 sierpnia ruszyło natarcie 16 Armii bolszewickiej na Twierdzę Brześć. Udało jej się na krótko wejść do części dzieł fortecznych, co zmusiło Polaków do wycofania się do cytadeli. Wieczorny kontratak przywrócił sytuację sprzed szturmu. Pod znakiem zapytania stał jednak sens obrony twierdzy po sforsowaniu Bugu na północ od Brześcia. Mimo kontruderzeń, powstawało coraz więcej przyczółków, jak 2 sierpnia pod Pratulinem czy 4 sierpnia pod Terespolem i Brześciem. Doprowadziło to do generalnego odwrotu Grupy Poleskiej, która na podstawie decyzji Wodza Naczelnego z 6 sierpnia została rozwiązana, 9 DP przydzielono do 5 Armii, której dowódcą został Sikorski, a 16 i 21 DP do 4 Armii, wchodzącej w skład grupy uderzeniowej. Stało to się w rejonie Białej Podlaskiej, skąd Grupa Podlaska ruszyła na front w 1919.

## Dowództwo grupy
- dowódcy
  - gen. ppor. Antoni Listowski (5 stycznia - 2 sierpnia 1919)
  - płk Stanisław Springwald (2 sierpnia - 9 sierpnia 1919)
  - płk/gen. ppor. Władysław Sikorski (9 sierpnia 1919 - 6 sierpnia 1920)

## Skład grupy
- - 9 Dywizja Piechoty (utworzona formalnie 13 czerwca 1919, wcześniej stanowiła całość sił grupy)
  - 16 Dywizja Piechoty (od maja 1920)
  - 21 Dywizja Piechoty (od maja 1920)
  - 2 Brygada Jazdy (wiosna 1920)